# キース・カフーン
キース・カフーン（Keith Cahoon、1955年11月20日 - ）は、アメリカ合衆国の実業家。音楽出版・コンサルタント企業のオーナー兼経営者として活動している。
Hotwire K.K社の創設者。元タワーレコードジャパン支社長兼CEO、元itunes Japan取締役でもある。

## 略歴
カリフォルニア州ストックトン出生。
1977年からタワーレコードのストックトン支社とサクラメント本社に業務パートタイム店員として勤務。その後に即バイヤーへと昇格している。
1982年、同社US輸入・流通部門を社内に共同設立。
1984年から日本への異動までの短期間に、ロンドンにてタワーレコードA&Rとして勤務。同時期より同社のフリーマガジン「Pulse（日本版bounce）」のコラムを10年担当し、傍ら18年間に渡って同誌で音楽記事を多々執筆。他にはローリングストーン誌などの様々な出版物へ寄稿を始めている。のちに同年12月から同社におけるアジア担当の取締役に就任。
2003年7月、アジア地域(韓国、香港、台湾、タイ、シンガポール、マレーシア、フィリピン)、日本国内のタワーレコード（43店舗）、Gianormous（レコードレーベル）、スーパーシュナーズ、bounce、タワーレコードオンライン（@Tower.JP）を総括。18年間に渡る継続的な成長と多大な収益を残したが、その最中に同社を退職している。
同年10月、音楽出版社兼コンサルティング会社である「ホットワイヤー株式会社（Hotwire K.K）」を設立。そこからALO、ファイヴ・コーナーズ・クインテット、ハー・スペース・ホリデイ、少年ナイフ、Piana、ザ・プレジデンツ・オブ・ザ・ユナイテッド・ステイツ・オブ・アメリカ、ザ・ストリング・チーズ・インシデント、ブライアン・イーノを含む多彩な範囲のアーティストと契約を交わしている。
2006年、コロムビアミュージックエンタテインメントの制作企画における顧問として招聘される。
現在はバークレーに在住。

## 人物
家族は代々カリフォルニア育ちである。少年期から「音楽と共に暮らす」生活をしていた事を明かしており、8歳の時に音楽に開眼し9歳の時に初めてレコードを購入、15歳の時からサンフランシスコのタワーレコードに通い始めていたと語っている。
タワーレコード入社以前は、大工として生計を立てていた時期がある。

## その他
好きなアーティストに、ニューヨーク・ドールズ、ローリング・ストーンズ、ハンク・ウィリアムズ、ジョニー・ウィンターを挙げており、日本のアーティストで好きな存在には、THEE MICHELLE GUN ELEPHANT、THE MAD CAPSULE MARKETS、BULLSHIT、Babamania、少年ナイフ、矢野顕子、坂本龍一、椎名林檎、布袋寅泰、Cornelius を挙げている。
また、アジアおよび北欧の音楽シーンにも深く携わるなど、造詣の深さを見せており、多種メディアでのライターとしても幅広く活躍している。